# 歡樂組
欢乐组（：／ Kippŭmjo ?），是朝鲜民主主义人民共和国设立的，包含近2000名13－40岁之间（其中大多在18－25岁之间）供朝鲜劳动党高级官员取乐的女性组织。该组织由朝鲜民主主义人民共和国国防委员会维持，其中的女性有时也被提供给劳动党的客人进行服务。在管理上，她们隶属于党的组织部的第五课，负责为最高领导和高级干部提供贴身保卫工作。

## 历史
美国“国际妇女之声”表，“欢乐组”始于1978年。美国学者马丁表示，金日成建立欢乐组的目的是与其中成员性交可以增强他的“气（기）”。在金日成执政期间，朝鲜劳动党统一战线部第一副部长李东浩招募了第一批“欢乐组”成员。其起初的目的，是让金日成在紋繡旅馆期间受取悦。后来，欢乐组的成员招募及培训工作归劳动党总务部管理，后又由金正日担任，直到其2011年逝世。

## 结构
根据美国女权组织“国际妇女之声”的指控，欢乐组下设三个小组：
- 满足组（：／ Manjokjo ?），提供色情服务；
- 幸福组（：／ Haengbokjo ?），提供按摩服务；
- 歌舞组（：／ Gamujo ?），其中成员有时会被要求跳脱衣舞。[2]

美国方面指出，按照一定的规则，朝鲜政府在全国招募年轻女孩加入欢乐组。此后，她们会经受极其严格的培训，而幸福组的成员将被送往中國以接受按摩教育。
欢乐组的成员大多在22－25岁时离开，被命令嫁给朝鲜的“国防英雄”或护卫司令部的指挥官。因为她们在欢乐组时接触了高层的敏感信息，为了防止信息泄露，警卫指挥官要接受严格的安全检查，而新婚的军官会迅速晋升。

## 参阅
- 朝鲜半岛的妓生

## 注解
1. ↑  Yoel, Sano. . Book review (Asia Times). June 4, 2005  [2007-02-08]. （原始内容存档于2018-09-16）.
2. 1 2 3 4  Jeong, Ji Sun. . A Woman's Voice International. 2004年4月6日  [2007-02-08]. （原始内容存档于2012年3月6日）.
3. ↑  Becker, Jasper. . 《时代》杂志亚洲版. 2003年10月11日  [2007年2月8日]. （原始内容存档于2007年6月1日）.
4. ↑  . DailyNK Japan（デイリーNKジャパン）.   [2021-12-25]. （原始内容存档于2025-04-04） （日语）.
5. ↑  . DailyNK Japan（デイリーNKジャパン）.   [2021-12-25]. （原始内容存档于2025-04-17） （日语）.